# Tiago Cametá
Tiago Coelho Andrade, meglio noto come Tiago Cametá (Cametá, 14 maggio 1992), è un calciatore brasiliano, difensore del Pinheirense.

## Palmarès

### Club

#### Competizioni regionali
- Copa do Nordeste: 1

Ceará: 2015

#### Competizioni statali
- Campionato Cearense: 1

Ceará: 2017
- Campionato Amazonense: 1

Amazonas: 2025

#### Competizioni nazionali
- Campionato armeno: 1

Alaškert: 2020-2021